# Document d'orientation : Options pour une politique concernant la population civile de Gaza
Document d'orientation : Options pour une politique concernant la population civile de Gaza, en hébreu : ייר מדיניות :לופות לדירקטיבה מדינית לאוכלוסייה האזרחית בעזה, daté du 13 octobre 2023, est un document d'orientation de dix pages rédigé par le ministère israélien du Renseignement (en), un ministère mineur qui mène des recherches mais ne définit pas de politique, qui propose de transférer de force les 2,3 millions d'habitants de la bande de Gaza dans la péninsule égyptienne du Sinaï. 
Le document, divulgué aux médias à la fin du mois d'octobre 2023, envisage trois solutions, en rejette deux jugées insuffisantes pour protéger les intérêts d'Israël en matière de sécurité et propose de permettre à l'Autorité palestinienne de gouverner Gaza et permettre à un nouveau gouvernement local de se développer dans la bande de Gaza. 
Le gouvernement israélien relativise le document en le qualifiant de « document conceptuel » hypothétique et déclare qu'il n'y a eu « aucune discussion de fond » sur le document avec les responsables de la sécurité. Le document est condamné par les Palestiniens et a un impact négatif sur les relations israélo-égyptiennes. « L'option C, privilégiée par le rapport, est largement décrite comme équivalant à un nettoyage ethnique »,,.

## Contenu
Le document, intitulé Document d'orientation : Options pour une politique concernant la population civile de Gaza, est préparé par le ministère israélien du Renseignement,, dirigé par Gila Gamliel,. Il compte dix pages et est daté du 13 octobre 2023, six jours après l'attaque du Hamas contre Israël,.
Le document propose trois alternatives,, « pour apporter un changement significatif à la réalité civile dans la bande de Gaza à la lumière des crimes du Hamas qui ont conduit à la guerre de l'épée de fer ».

### Option A
La première alternative proposée dans le document, intitulée « Option A », propose de rétablir la souveraineté de l'Autorité palestinienne à Gaza,,. Le document rejette cette option parce qu'elle serait inefficace pour dissuader les attaques contre Israël et qu'elle constituerait « une victoire sans précédent du mouvement national palestinien, une victoire qui coûterait la vie à des milliers de civils et de soldats israéliens et qui ne garantirait pas la sécurité d'Israël ». Le document affirme que cette option est celle qui comporte le plus de risques.

### Option B
La deuxième option du document, l'« option B », qui consiste à créer un nouveau régime local à Gaza pour remplacer le Hamas,, est également rejetée, car elle est inefficace pour dissuader les attaques contre Israël, entre autres raisons.

### Option C
La troisième option, l'« option C », propose de transférer les 2,3 millions d'habitants de la bande de Gaza vers la péninsule égyptienne du Sinaï. Le document propose d'effectuer le transfert de population en trois étapes. Tout d'abord, l'établissement de villes-tentes dans le Sinaï au sud-ouest de la bande de Gaza, suivi de la création d'un corridor humanitaire non défini, et enfin la construction de villes permanentes dans le nord du Sinaï. Une zone de sécurité de plusieurs kilomètres de large entre Israël et l'Égypte empêcherait les Palestiniens déplacés de revenir,,,. Le document n'aborde pas ce qu'il adviendrait de la bande de Gaza après la réinstallation proposée.
Le document indique que de nombreux habitants de Gaza ont demandé à quitter Gaza et propose une campagne de promotion du plan auprès des habitants de Gaza, avec des slogans tels que « Allah a fait en sorte que vous perdiez cette terre à cause des dirigeants du Hamas - il n'y a pas d'autre choix que de s'installer ailleurs avec l'aide de vos frères musulmans ».
Le document suggère que l'Égypte, la Turquie, le Qatar, l'Arabie saoudite ou les Émirats arabes unis pourraient soutenir le plan financièrement ou en accueillant des réfugiés palestiniens en tant que citoyens,,. Le Canada est également identifié comme un lieu de réinstallation possible pour les réfugiés, en raison de ses pratiques « clémentes » en matière d'immigration.
Le document indique que l'Égypte serait tenue par le droit international d'autoriser le transfert de population et suggère que les États-Unis fassent pression sur l'Égypte et d'autres pays pour qu'ils acceptent les réfugiés.
Le document indique que cette alternative est la solution préférée, car elle est la meilleure pour la sécurité d'Israël et « produira des résultats stratégiques positifs et à long terme ».
Le document reconnaît que cette proposition « risque d'être compliquée en termes de légitimité internationale » et affirme « Selon notre évaluation, les combats menés après l'évacuation de la population feraient moins de victimes civiles que ce à quoi on pourrait s'attendre si la population restait sur place ».

## Publication et réception
L'existence du document est signalée pour la première fois par le quotidien Calcalist (en) le 24 octobre 2023,. Il est publié intégralement pour la première fois par Sicha Mekomit le 28 octobre 2023. Le document n'était pas destiné à être divulgué au public ou à la presse,.
Le Premier ministre israélien Benyamin Netanyahou minimise l'importance du rapport, le qualifiant de « document conceptuel » hypothétique.
Le document aggrave les tensions israélo-égyptiennes et suscite la condamnation des Palestiniens, pour qui il ravive les souvenirs de la Nakba.